# Lina Snellman
Sofia Karolina (Lina) Snellman, född 7 november 1846 i Uleåborg, död 14 augusti 1924 i Helsingfors, var en finländsk diakonissa och författare. Hon var dotter till Johan Wilhelm G:son Snellman.
Snellman var föreståndare för den av Aurora Karamzin grundade diakonissanstalten i Helsingfors från 1883 till sin död 1924. Hon gjorde på denna post en vägande insats inom sjuk- och själavården.